# Neve marinha
A neve marinha é formada por pequenas partículas de matéria orgânica que caem no fundo do mar em altas concentrações e dão a impressão de que são neve, daí o seu nome. É um meio importante de exportação de energia rica em luz da zona eufótica para a zona afótica. O termo foi inventado primeiramente pelo explorador William Beebe quando ele observava o mar de sua batisfera.

## Composição
É constituída por uma variedade de Micro-organismos, como bactérias e células de fitoplâncton, bem como restos de outros organismos, restos fecais, partículas de areia fina, massas de matéria orgânica e plantas que vivem na parte mais próxima da superfície do mar, como algas, que ao cairem para o fundo do mar servem de alimento para os organismos que ali vivem. É um processo em que a matéria orgânica das partículas da neve marinha se transformam na parte superior do mar e iluminada atingem as camadas intermediárias e até mesmo na profunda e escura zona abissal. Com uma queda média de 20 metros por dia, leva semanas até chegar ao fundo.
Durante a sua queda uma grande comunidade de micróbios heterotróficos e de bactérias, se aderem as partículas digerindo a composição original transformada.
Constituem uma parte importante da cadeia alimentar de muitos animais da zona abissal, que se alimentam de restos de organismos mortos que descem entre as correntes pela neve marinha até chegar as profundezas do oceano.